# Matthias Renault
Pour les articles homonymes, voir Renault.
Matthias Renault, né le 2 mai 1988 à Villeurbanne (Rhône), est un magistrat financier et homme politique français.
Membre du Rassemblement national, il est député de la 3e circonscription de la Somme depuis 2024.

## Biographie
Collaborateur du groupe RN dans la commission des Finances de l'Assemblée nationale, Matthias Renault est énarque et ancien magistrat de la chambre régionale des comptes de Midi-Pyrénées.
En 2024, il est candidat RN dans la troisième circonscription de la Somme, il arrive en tête au premier tour avec 48,9 % des suffrages exprimés. Élu le 7 juillet 2024 avec 54 % des suffrages exprimés, il indique le lendemain qu'il va s'installer dans sa circonscription. Il déménage de Lyon pour la Somme.